# Series Of Dreams Tour Vol.3 1987-2003
『Series Of Dreams Tour Vol.3 1987-2003』（シリーズ・オブ・ドリームス・ツアー-）は、2004年に発売された甲斐よしひろの映像作品。ファンクラブ・通信販売・ライブ会場限定で発売された。

## 概要
甲斐よしひろの自身の活動を3期に区切ってセットリストを組んだ、シリーズライブ『Series of Dreams Tour』の第三弾。本作は、1987年のソロデビューから2003年までの楽曲でセットリストが組まれており、東京公演（2004.1.24 SHIBUYA-AX）が収録されている。
2006年には、デジタルリマスタリングで一般発売された、DVD-BOX『MY NAME IS KAI-KAI DVD-BOXII』のディスク5として、初DVD化された。

## 収録曲
1. 電光石火BABY
2. レディ・イヴ
3. ハートをRock
4. 渇いた街
5. 風吹く街角
6. 沖縄ベイ・ブルース
7. 満州娘
8. 「祭ばやしが聞こえる」のテーマ
9. 八月の濡れた砂(Acoustic Corner)
10. Love is No.1
11. 激愛“パッション”
12. 幻惑されて
13. 絶対・愛
14. 風の中の火のように
15. レイン
16. ラヴ・ジャック
17. イエロー・キャブ
18. 嵐の明日